# Dendroglossa subquinquefida
Dendroglossa subquinquefida là một loài thực vật có mạch trong họ Polypodiaceae. Loài này được (Fée) Fée miêu tả khoa học đầu tiên năm 1852.